# Castell d'Algerri
El Castell d'Algerri és un castell d'Algerri a la Noguera declarat bé cultural d'interès nacional.
Està situat al cim del turó que hi ha sobre el poble d'Algerri, al límit entre les muntanyes de la Serra Llarga i la plana del Segrià.

## Història
Hi ha referència que l'any 1105, uns anys abans de la seva conquesta als musulmans, el comte Pedro Ansúrez, tutor del comte Ermengol VI d'Urgell donà en franc alou als comtes de Barcelona Ramon Berenguer III i Almodis de Mortain el castell d'«Algerre» amb tots els seus termes entre els altres castells balaguerins, un cop fossin conquerits als andalusins. Hi ha desacord en la data en què es produí la conquesta. P Sanahuja la situa l'any 1115 o 1116 i J Lladonosa el 1130. Està confirmat que aquesta fortalesa era posseïda el 1132 per Berenguer de Torroja que la llegà en testament al seu fill indicant que la tenia en penyora pel vescomte d'Àger.
Posteriorment fou infeudat a altres mans. El 1158, Ramon Berenguer d'Àger el llegà a la seva filla Ermessenda. El testador esmenta en el document el seu senyor, Guerau Ponç III de Cabrera, vescomte d'Àger. Diversos personatges consta que tingueren béns, delmes, censos i altres drets dins el terme de la fortalesa d'Algerri. Arnau de Sant Just, Ponç Erill, Arnau d'Anglesola... Així mateix l'abadia d'Àger i el comte Artau IV de Pallars, els quals cediren al cenobi la dominicatura que posseïen en el castell.
La senyoria eminent, sempre en mans dels comtes d'Urgell, passà per matrimoni al casal dels Cervera. L'any 1541 fou concedit el títol de baró d'Algerri a Joan de Comallonga, senyor dels castells d'Algerri i de Boix i secretari de l'emperador Carles V. Pocs anys després (1546-64), la senyoria d'Algerri fou adquirida per Pere Boquers, abat de Poblet i romangué sota el domini d'aquest monestir fins a la desamortització del segle xix.

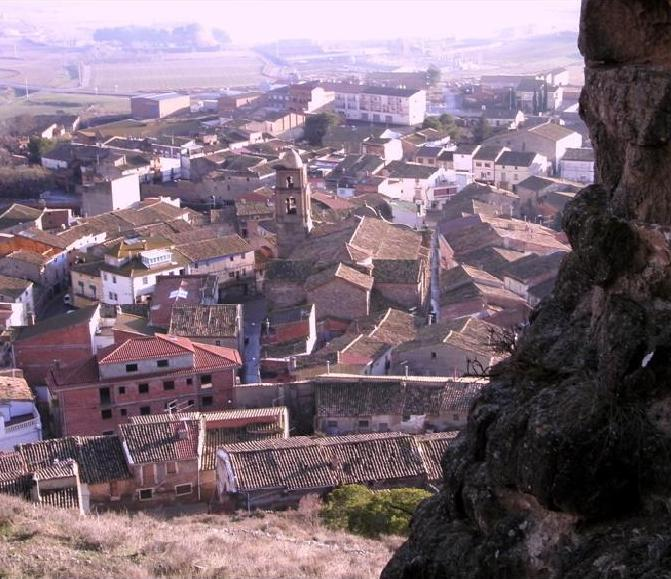
Vista d'Algerri des del castell

## Arquitectura
Conjunt en ruïnes d'una sèrie de murs de gruixos diversos, un aljub o cisterna i un recinte ampli que ocupa tot el planell superior. El mur de N a S té un gruix de 180 cm i una alçada actual d'uns 7 m. És fet amb carreus grans, irregulars i en filades no sempre seguides. A partir d'aquesta paret hi ha un mur que va cap a l'E que en algun lloc fa pensar que fou construït amb una tècnica d'encofrat. Ran de l'espadat hi ha una paret de 120 cm de gruix, suportada per un contrafort fet amb pedres molt grans ben escairades (25 cm X 40 cm), d'una amplada de 3,7 m. A ponent hi ha una mena de fornícula acabada amb un arc de mig punt. Darrere trobem un aljub de 5,8 m X 6,9 m i una profunditat d'almenys 2,5 m, recobert amb carreus grans (30 cm X 70 cm), ben escairats i ben rejuntats.
Aquestes edificacions eren al sud d'un gran recinte emmurallat de 30 m d'ample per 48 m de llarg. Queden alguns fragments de la muralla, d'una alçada actual màxima d'uns 2 m. Al l'extrem SE, uns metes més avall, hi ha restes d'una possible bestorre de planta gairebé quadrada (6 m X 8 m] realitzada amb carreus ben escairats.
La datació és difícil. S'hi barregen construccions de diverses èpoques i algunes serien d'època islàmica, com ara els murs fets amb carreus encastats en el morter o les parets de carreus grans.